# Premis Cóndor de Plata 1946
Els guanyadors dels Premis Cóndor de Plata 1945 que van ser lliurats en la cerimònia realitzada el 16 de gener de 1946 a la ciutat de Buenos Aires són els següents:

## Guanyadors
- Millor pel·lícula: La dama duende de Luis Saslavsky[1]
- Millor actor: Narciso Ibáñez Menta per Cuando en el cielo pasen lista
- Millor actriu: Mecha Ortiz por El canto del cisne[2]
- Millor Actriu Còmica: Niní Marshall per Madame Sans Gene
- Millor director: Luis Saslavsky per La dama duende[1]
- Millor actor de repartiment: Froilán Varela per Pampa bárbara
- Millor actriu de repartiment: Judith Sulian per Se abre el abismo
- Millor Revelació Femenina: Delfy de Ortega per Santa Cándida
- Millor Revelació Masculina: Francisco de Paula for Despertar a la vida[3]
- Millor guió original: Cuando en el cielo pasen lista per Tulio Demicheli
- Millor guió adaptat: María Teresa León i Rafael Alberti per La dama duende
- Millor fotografia: Bob Roberts, Humberto Peruzzi i José María Beltrán por Pampa bárbara
- Millor música: Julián Bautista per La dama duende[1]
- Millor Càmera: Humberto Peruzzi per Su mejor alumno
- Millor escenografia: Gori Muñoz per La dama duende[1]
- Millor pel·lícula estrangera: A Song to Remember  de Charles Vidor, Estats Units